# Cylindromyia expansa
Cylindromyia expansa là một loài ruồi trong họ Tachinidae.